# Refugiados en Azerbaiyán
Los refugiados son las personas que abandonaron su país en situación de emergencia. Según los datos oficiales, en Azerbaiyán hay más de 1 millón de refugiados y desplazados internos. Los refugiados en Azerbaiyán son refugiados étnicamente azeríes de Armenia y los desplazados forzosos de la población expulsados de Alto Karabaj y siete zonas adyacentes (Kalbajar, Zangilan, Aghdam, Fizuli, Lachin, Qubadli y Djebrail).

## Refugiados azeríes

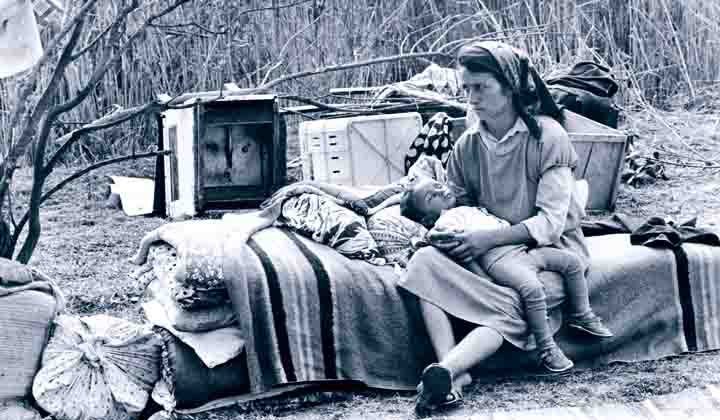
Una mujer refugiada con niño

### De Armenia
Desde principios del siglo XX (concretamente en los años 1905, 1918-1920, 1948-1953 y 1988-1993) los armenios desplazaron masivamente a los azeríes del territorio de Armenia. 
Según los datos del año 1994, en 1988-1992, como resultado de una limpieza étnica, alrededor de 250 mil azeríes fueron reubicados de Armenia.
En 1998 se aprobó la ley “Sobre la ciudadanía". 
En 1999 se promulgó la ley “Sobre el estatuto de los refugiados y de los desplazados internos (personas desplazadas en el país)" y la Ley "Sobre la protección social de los desplazados internos y las personas igualadas a ellos".

### De la guerra del Alto Karabaj
Durante la guerra del Alto Karabaj y después de la ocupación por las fuerzas de Armenia del Alto Karabaj y siete zonas adyacentes, lo que representó el 20% de las tierras azerbaiyanas, cerca de 700 mil azeríes que antes vivían en estas regiones fueron desplazados de sus asentamientos y reubicados en otras ciudades y regiones. Desde el 2002 se realiza la construcción de nuevas asentamientos para los refugiados y desplazados internos.

## Refugiados extranjeros
En 1990, alrededor de 50 mil turcos mesheti de Asia Central (Ferganá, Uzbekistán) fueron reubicados a Azerbaiyán. 
Según la ley “Sobre la ciudadanía" de 1998, todos ellos también tienen el derecho a la ciudadanía en Azerbaiyán.

## Estatuto de refugiado
Las personas que desean obtener el estatuto de refugiado deben recurrir al órgano del poder ejecutivo correspondiente con la declaración sobre la concesión de la estatuto de refugiado.

### Derechos de los refugiados
- Transporte gratuito a la residencia
- Chequeo médico y medicamentos gratuitos
- Concesión del estatuto de refugiado
- Asistencia humanitaria
- Libre profesión de la propia religión
- Iniciar actuaciones judiciales de protección de los derechos violados

## Galería de fotos

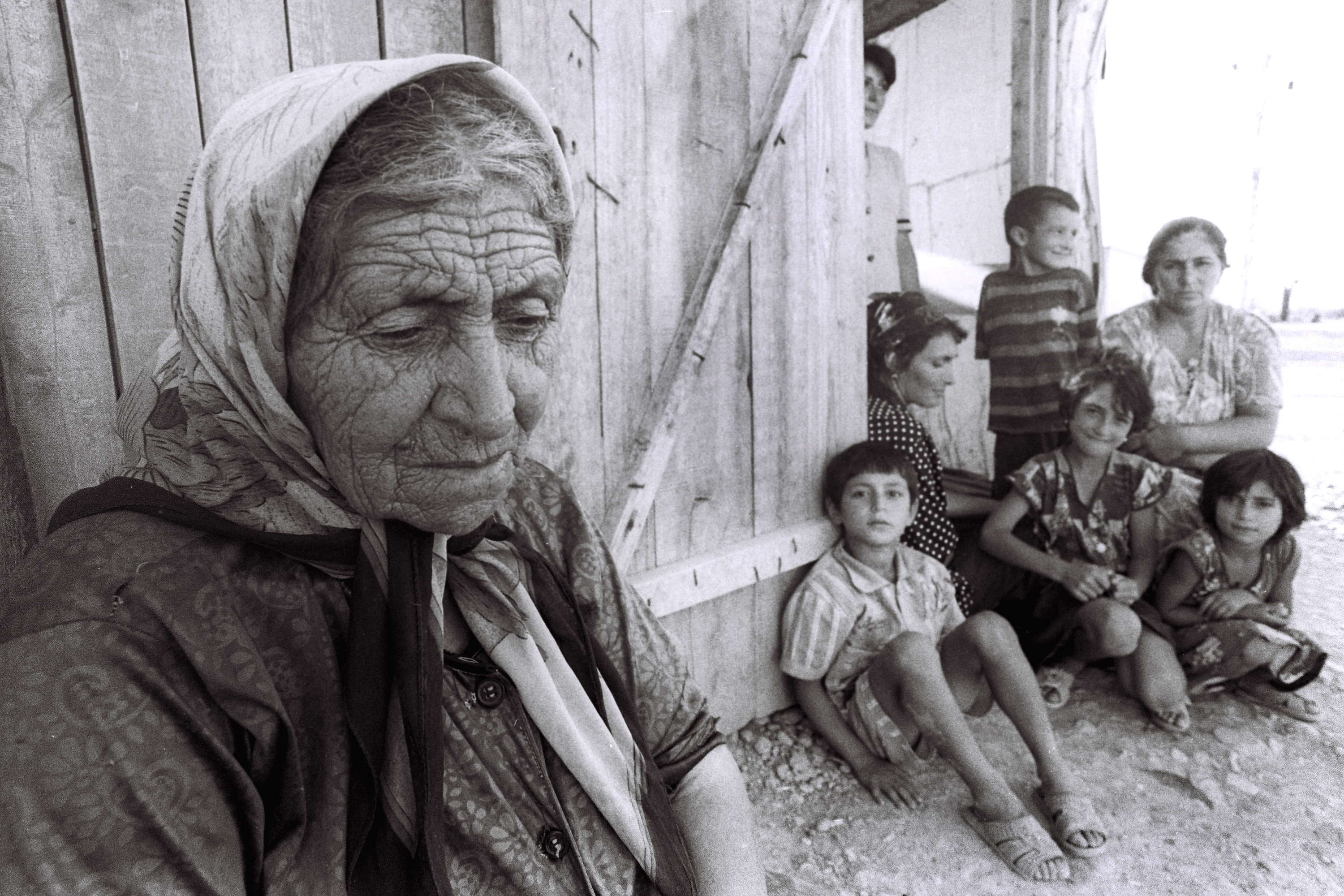
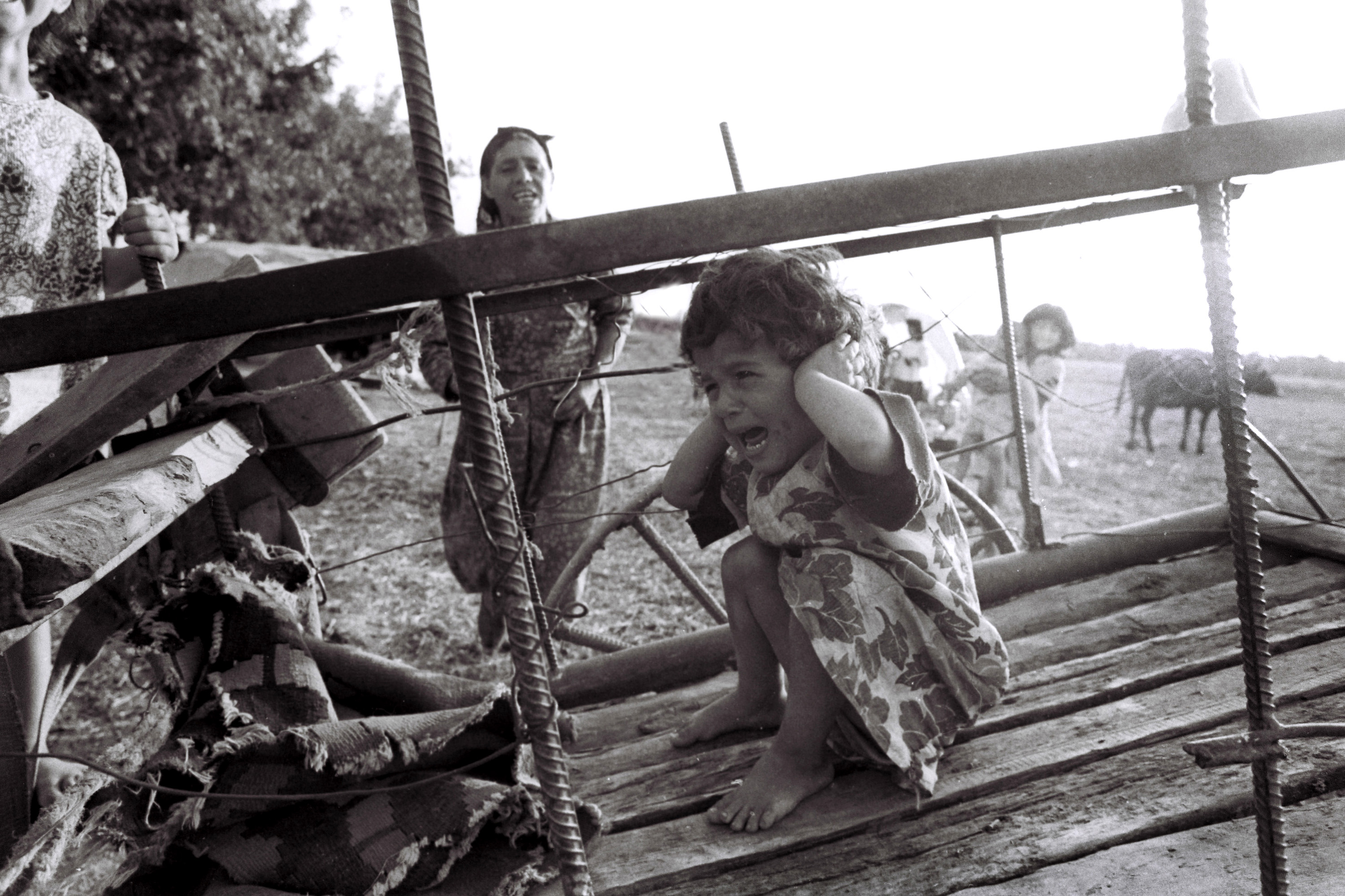
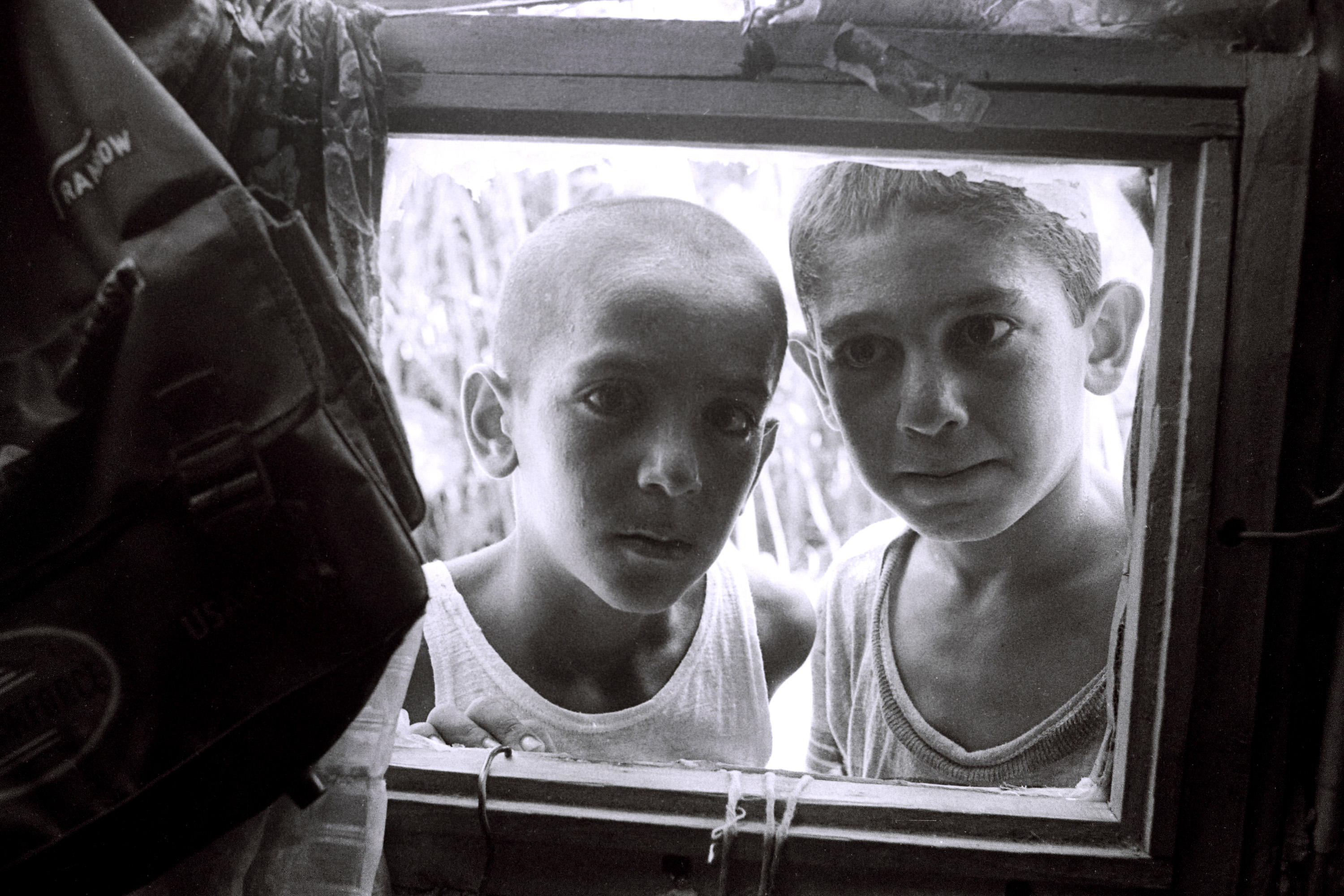
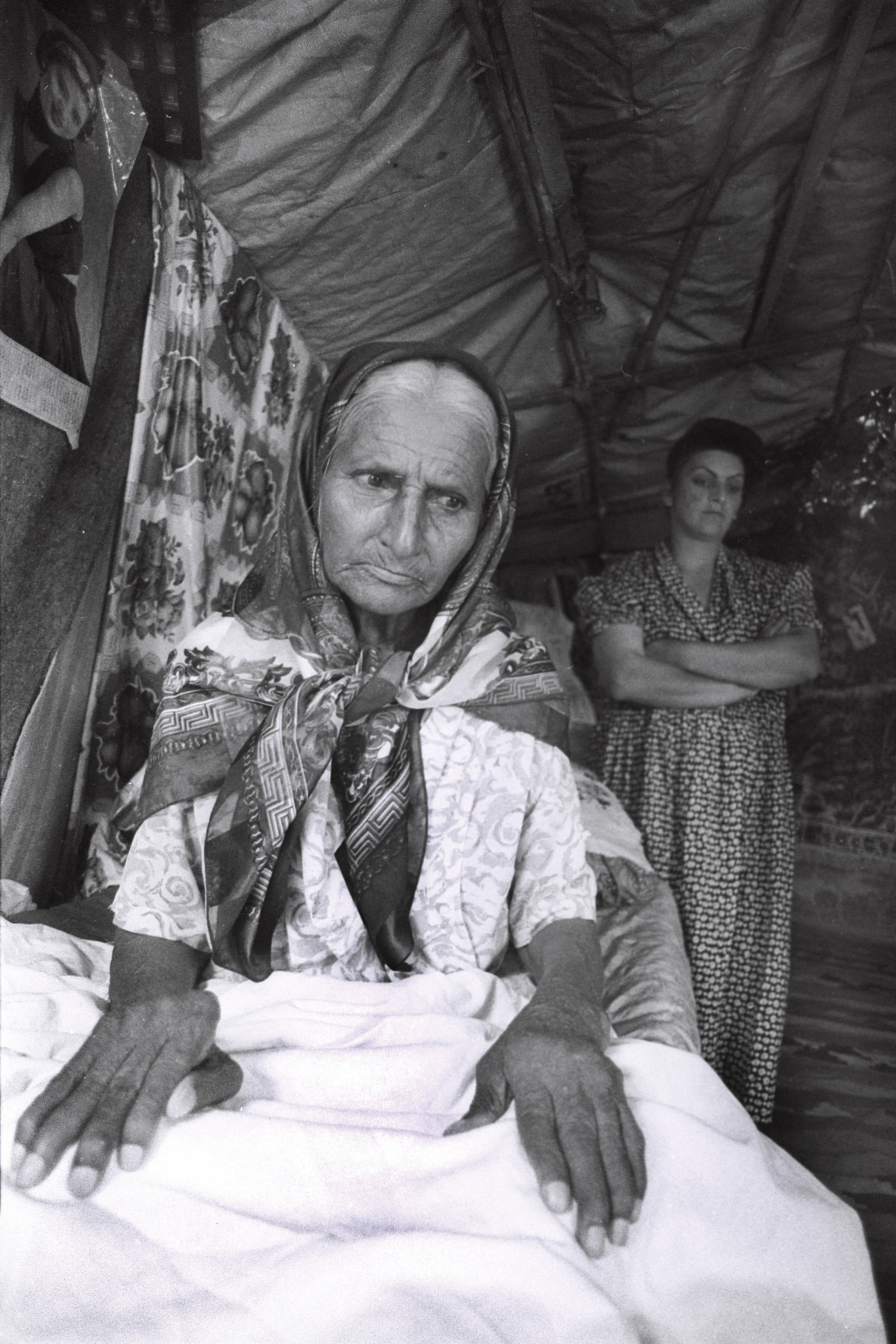
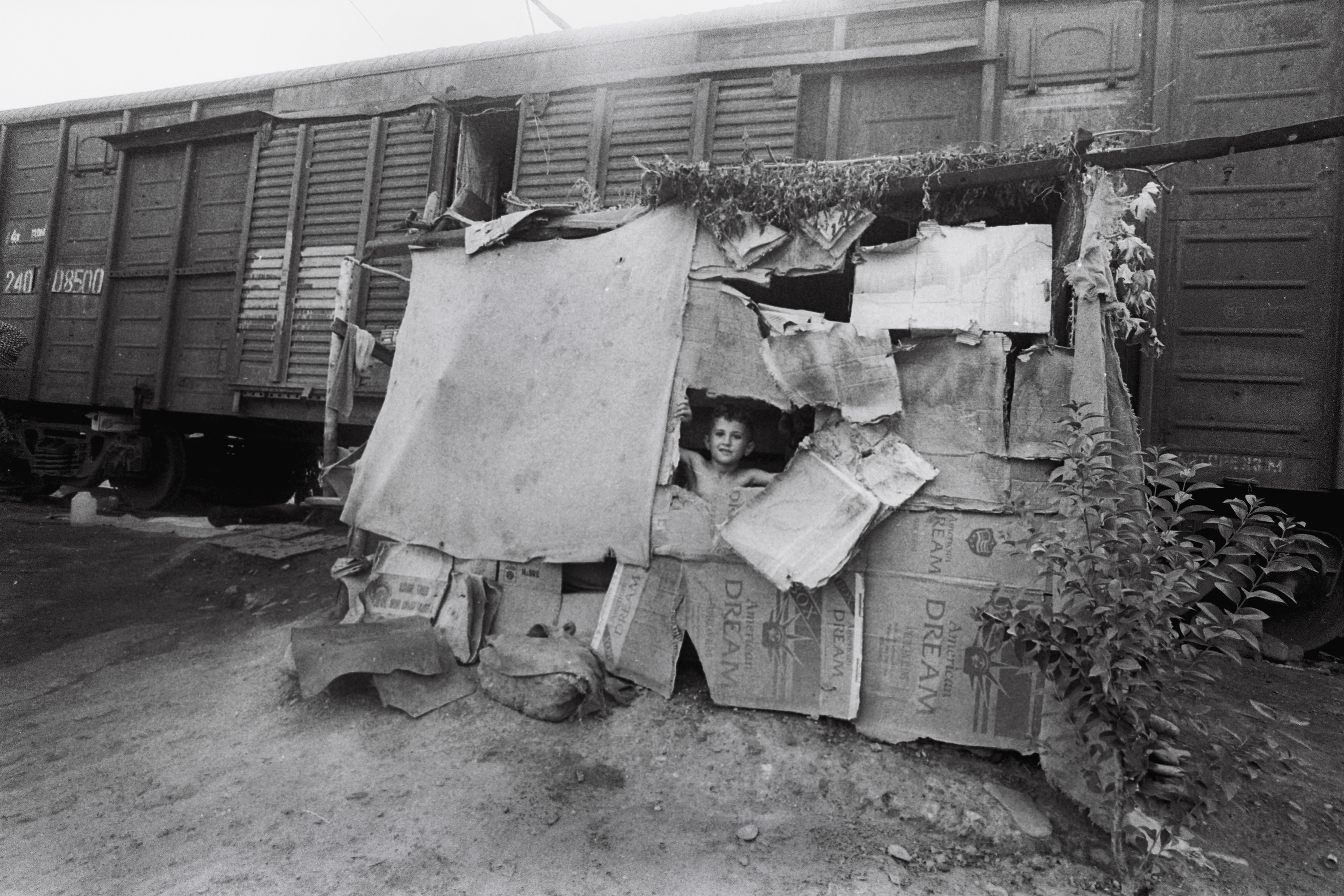
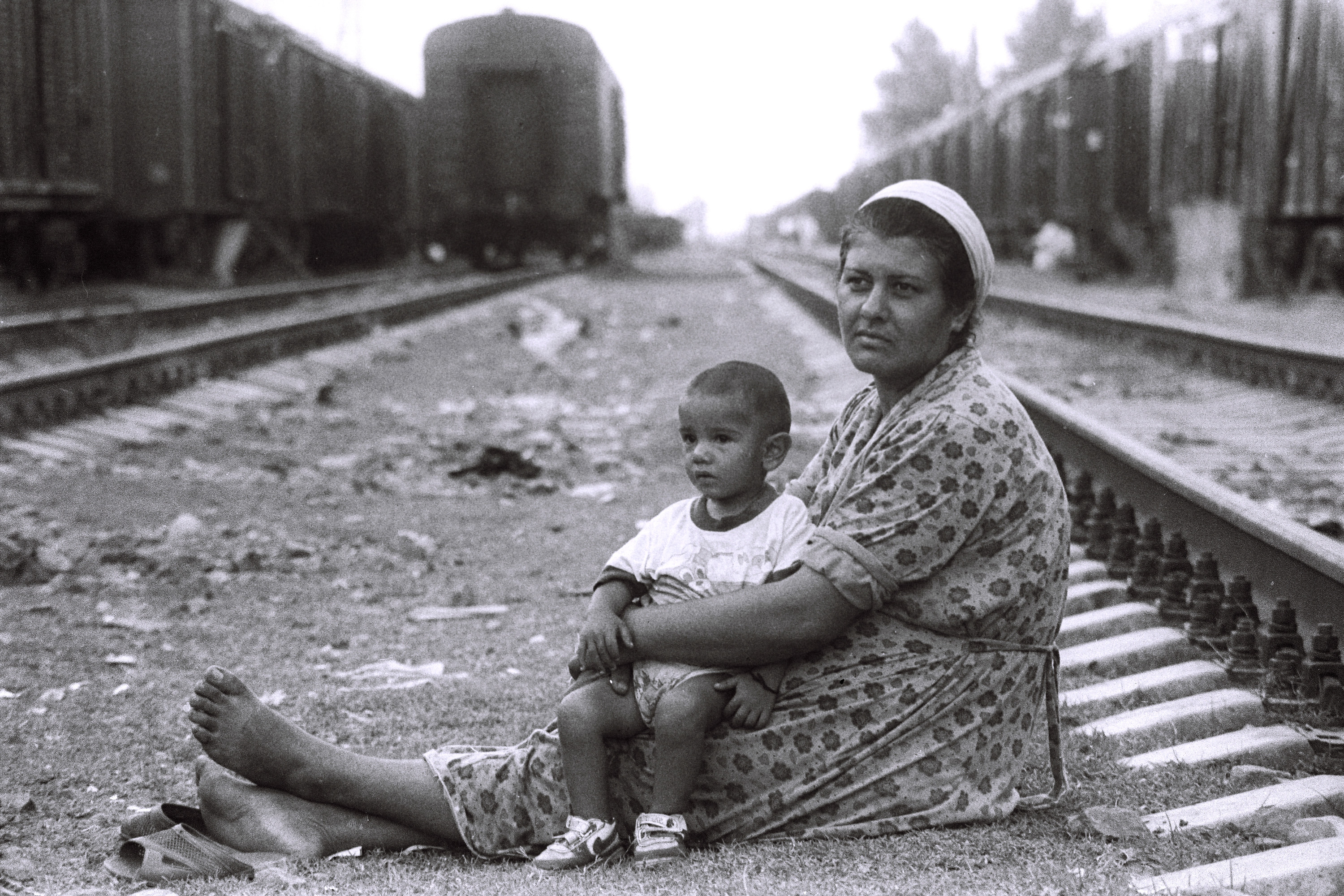
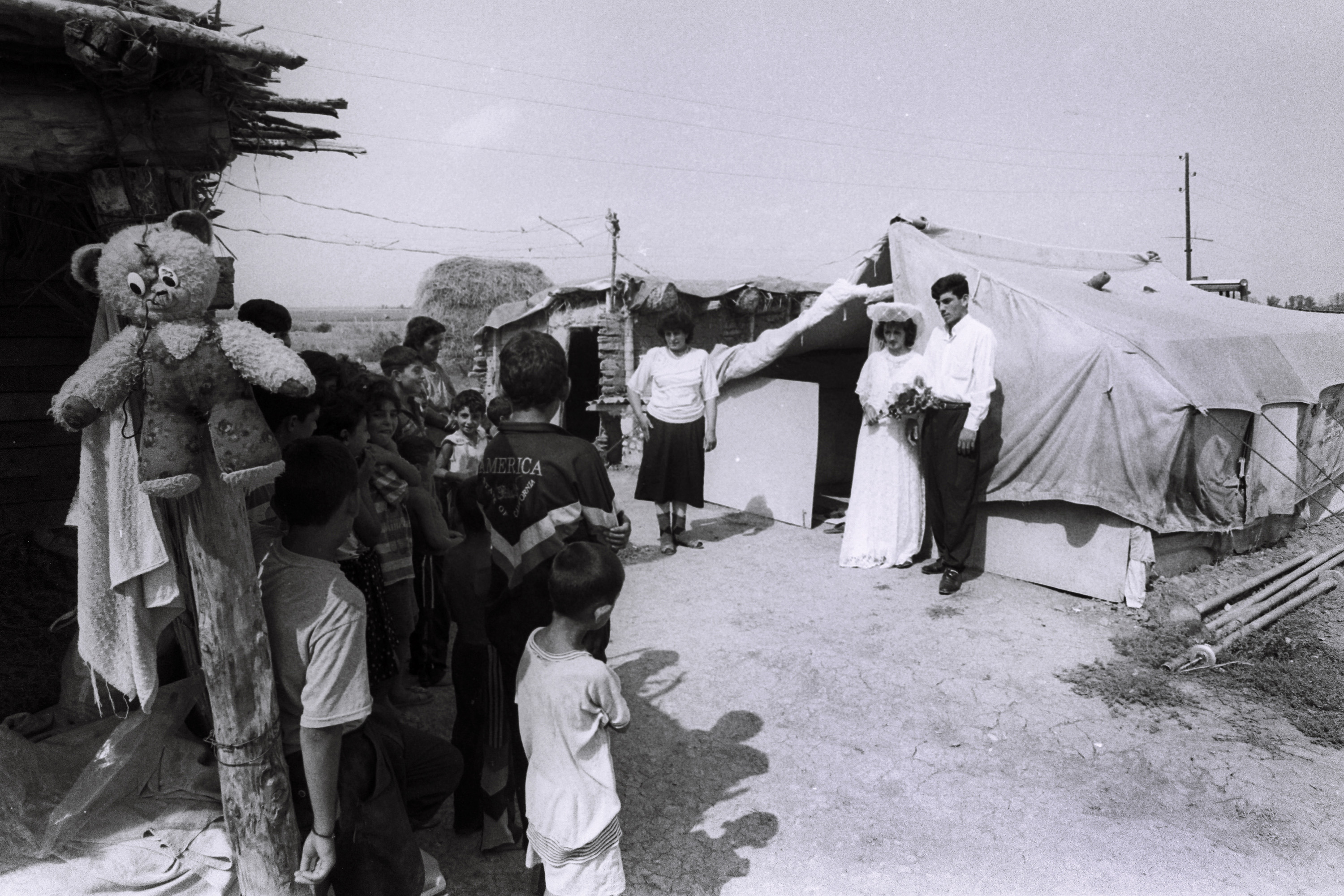
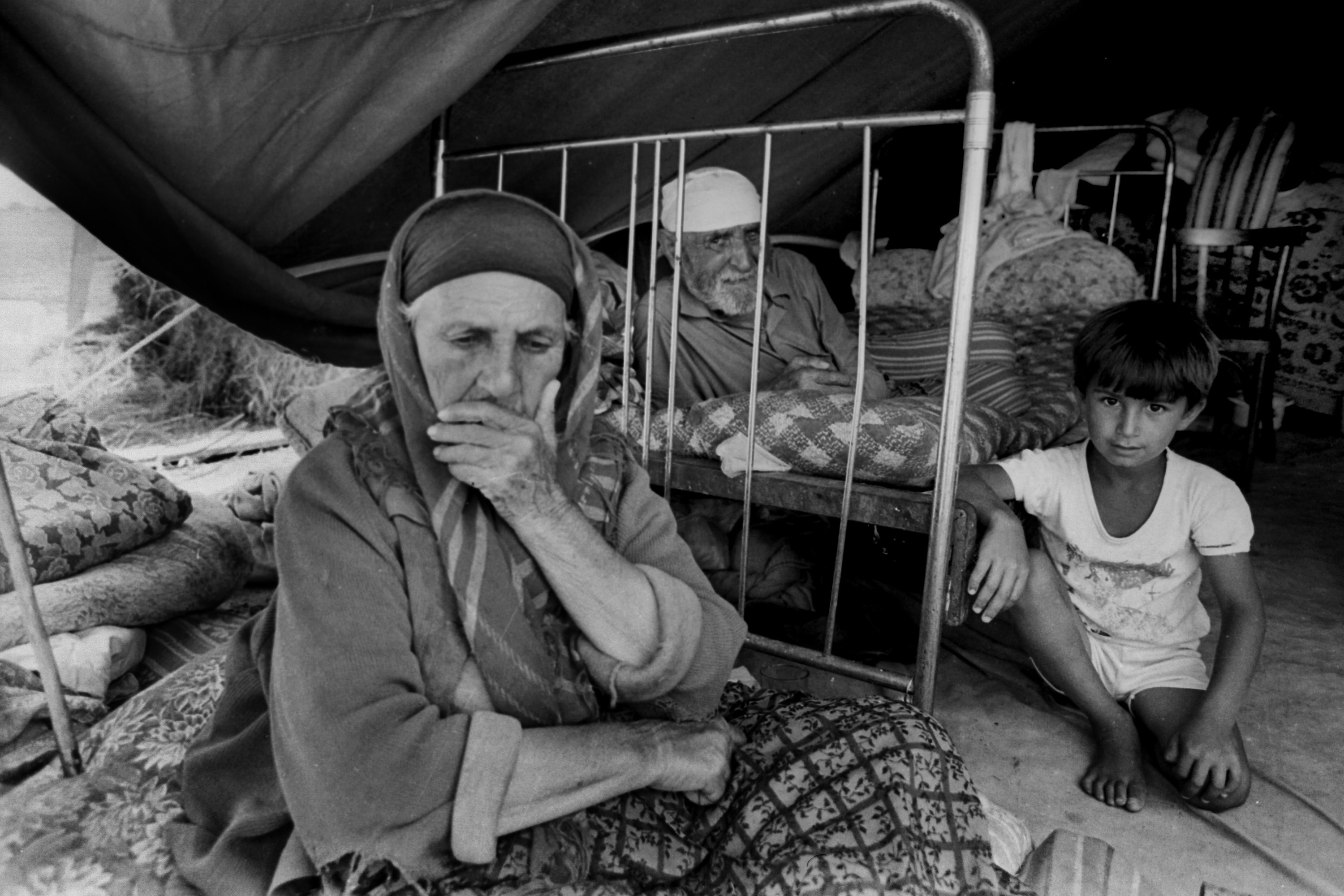
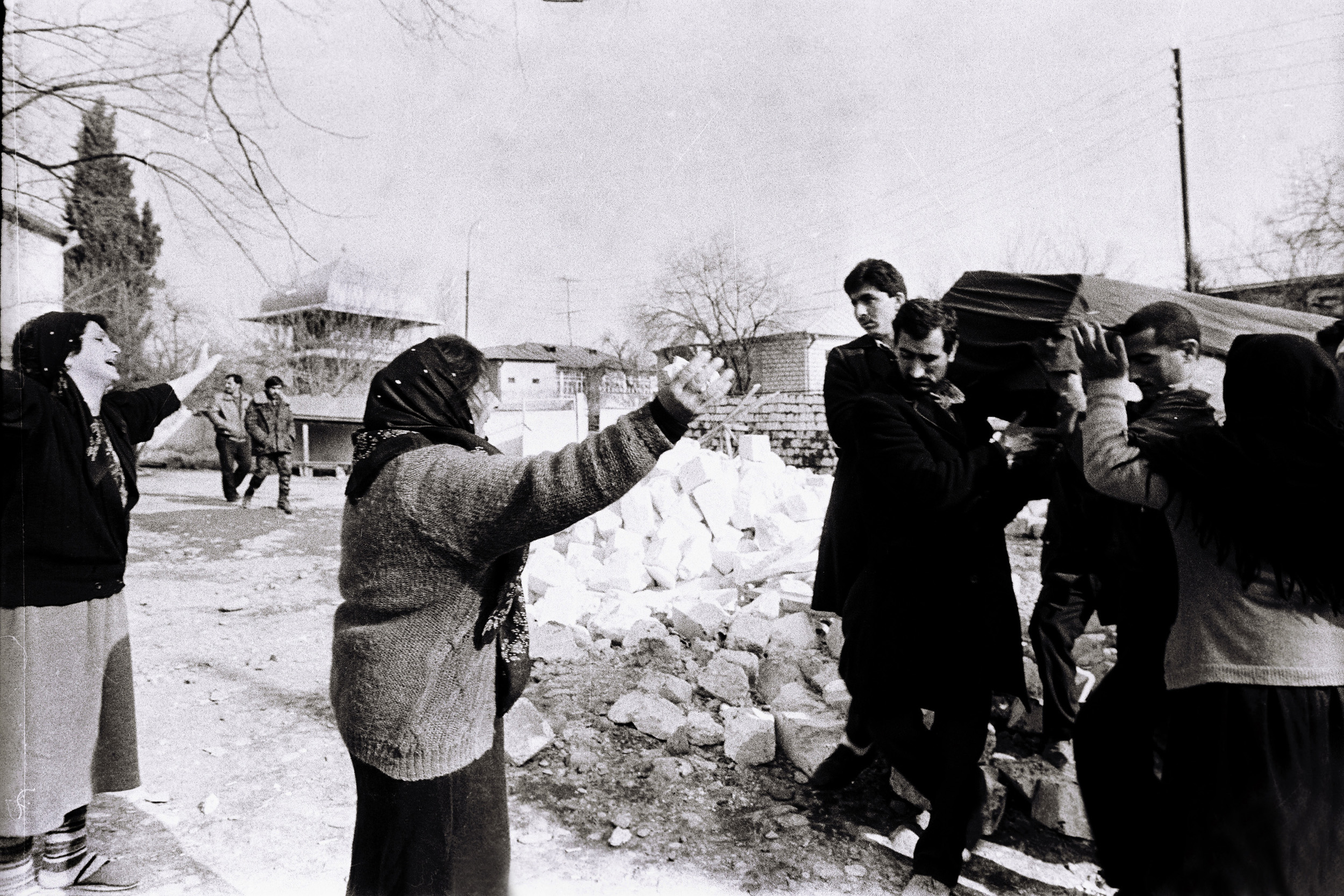
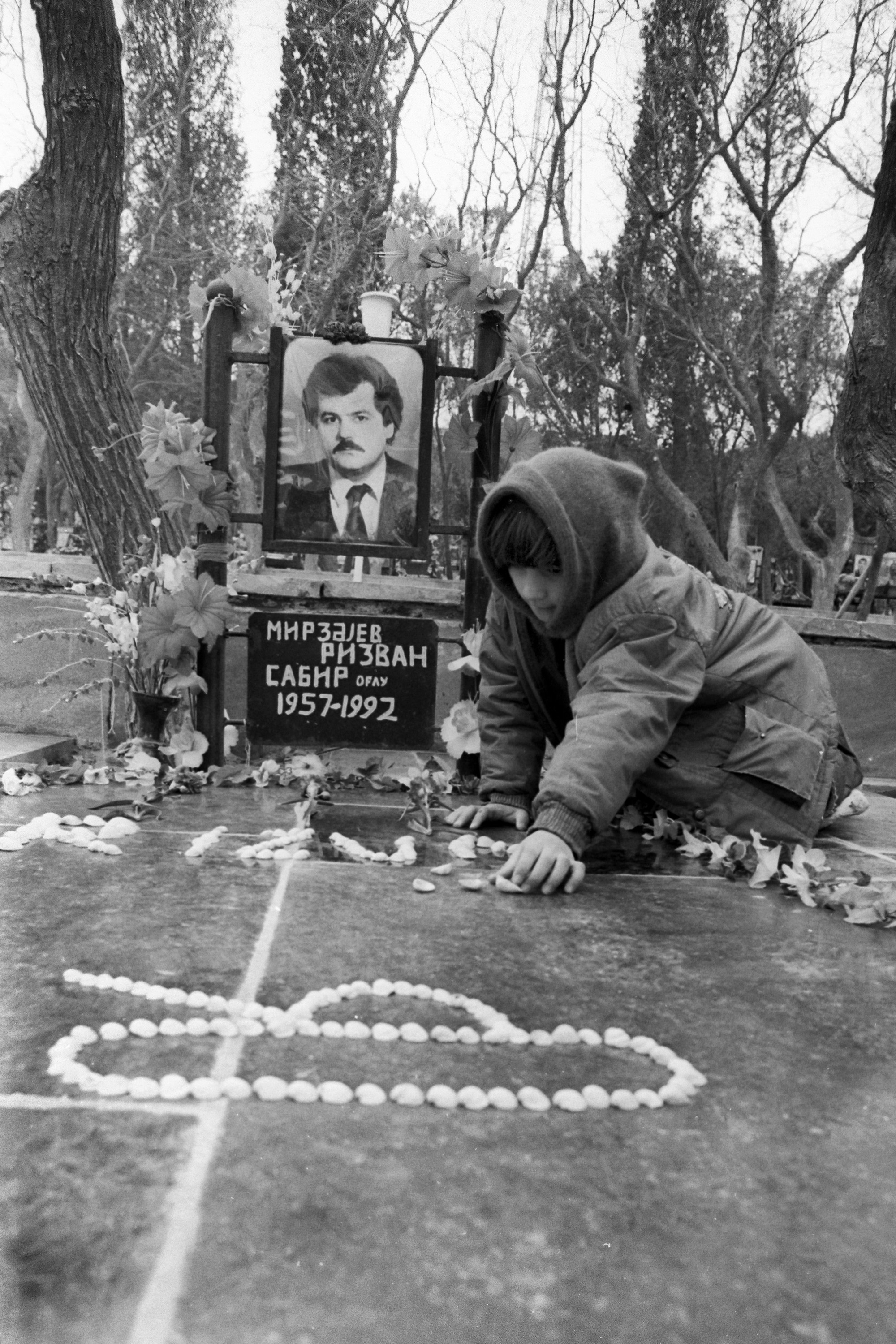
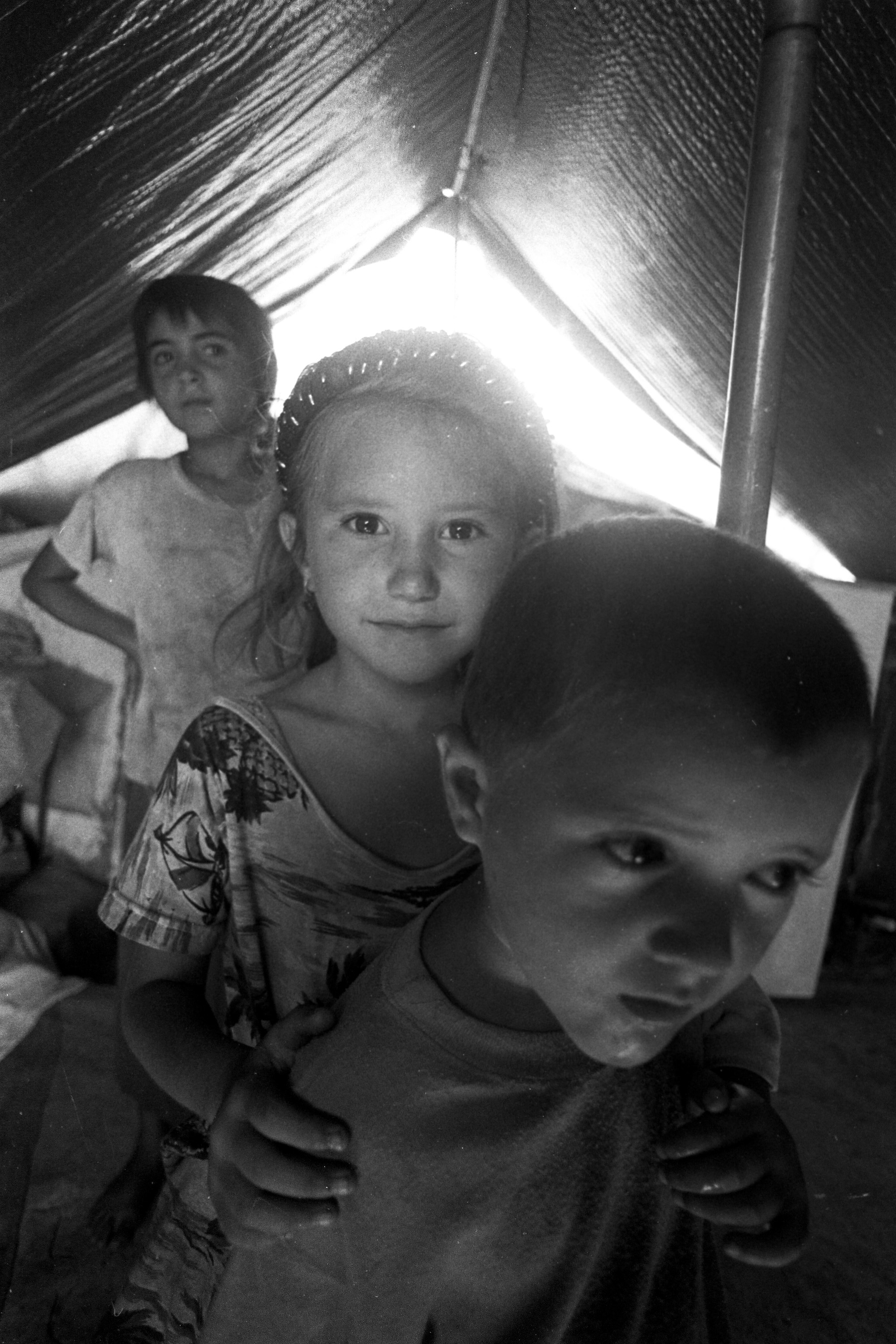
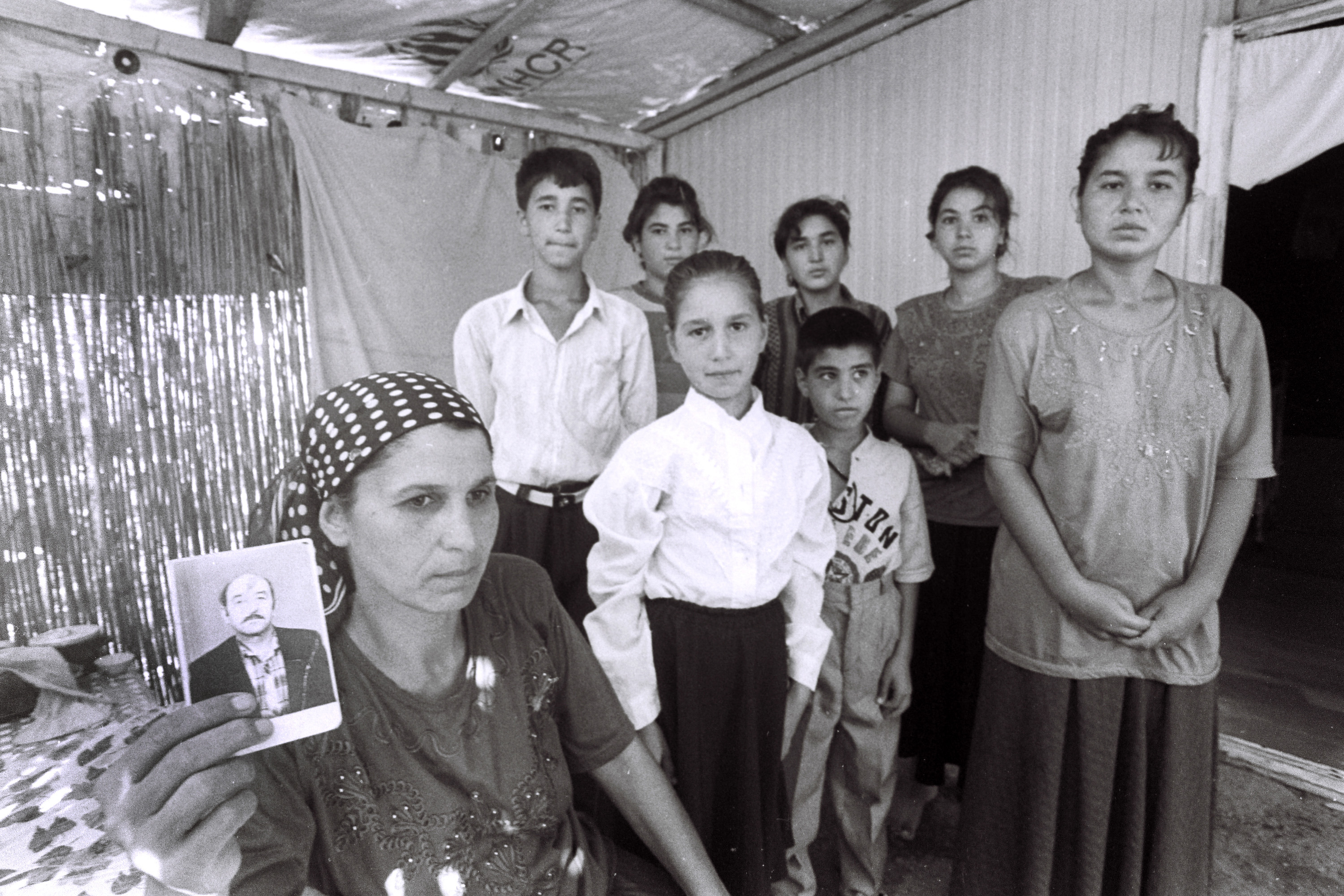
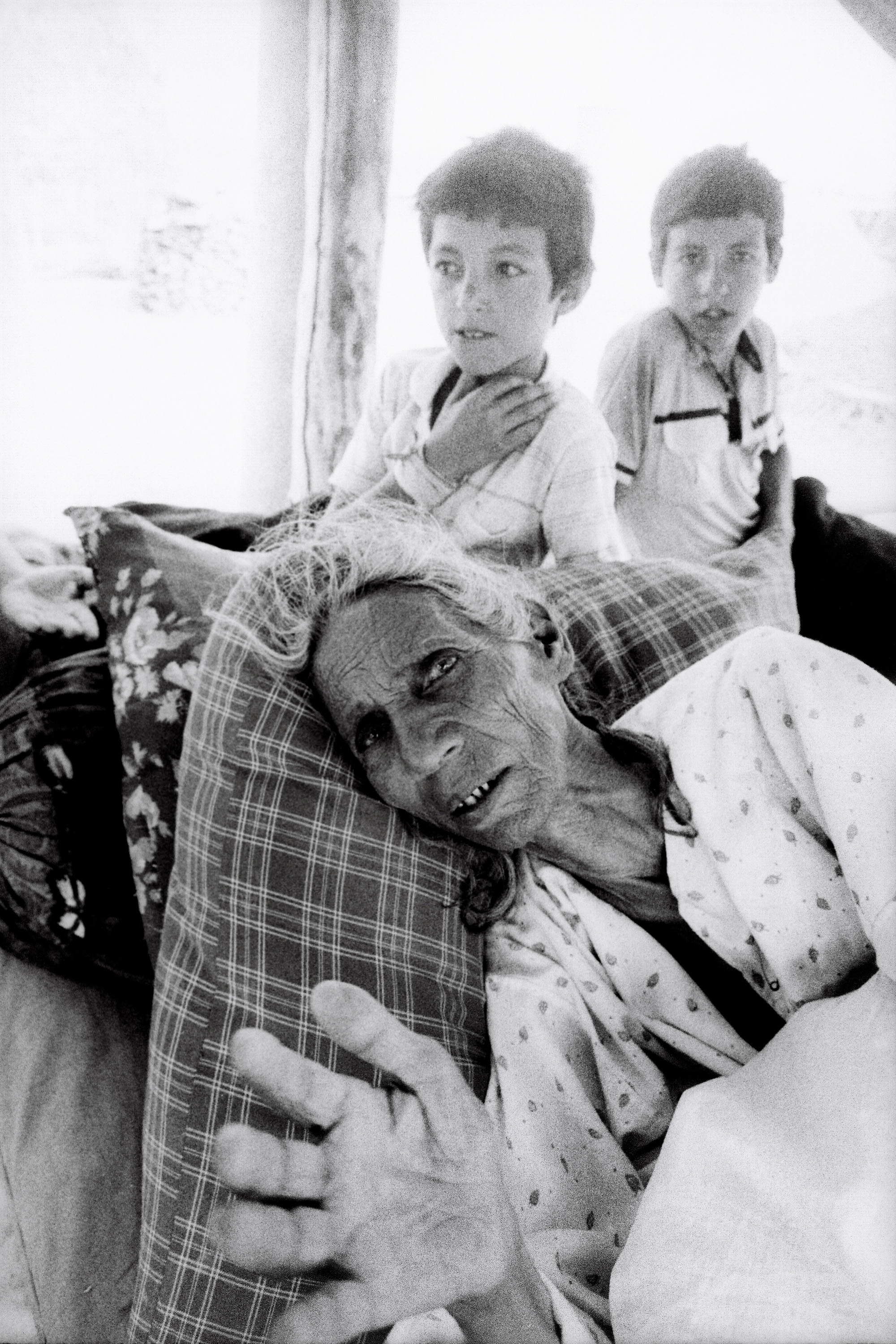
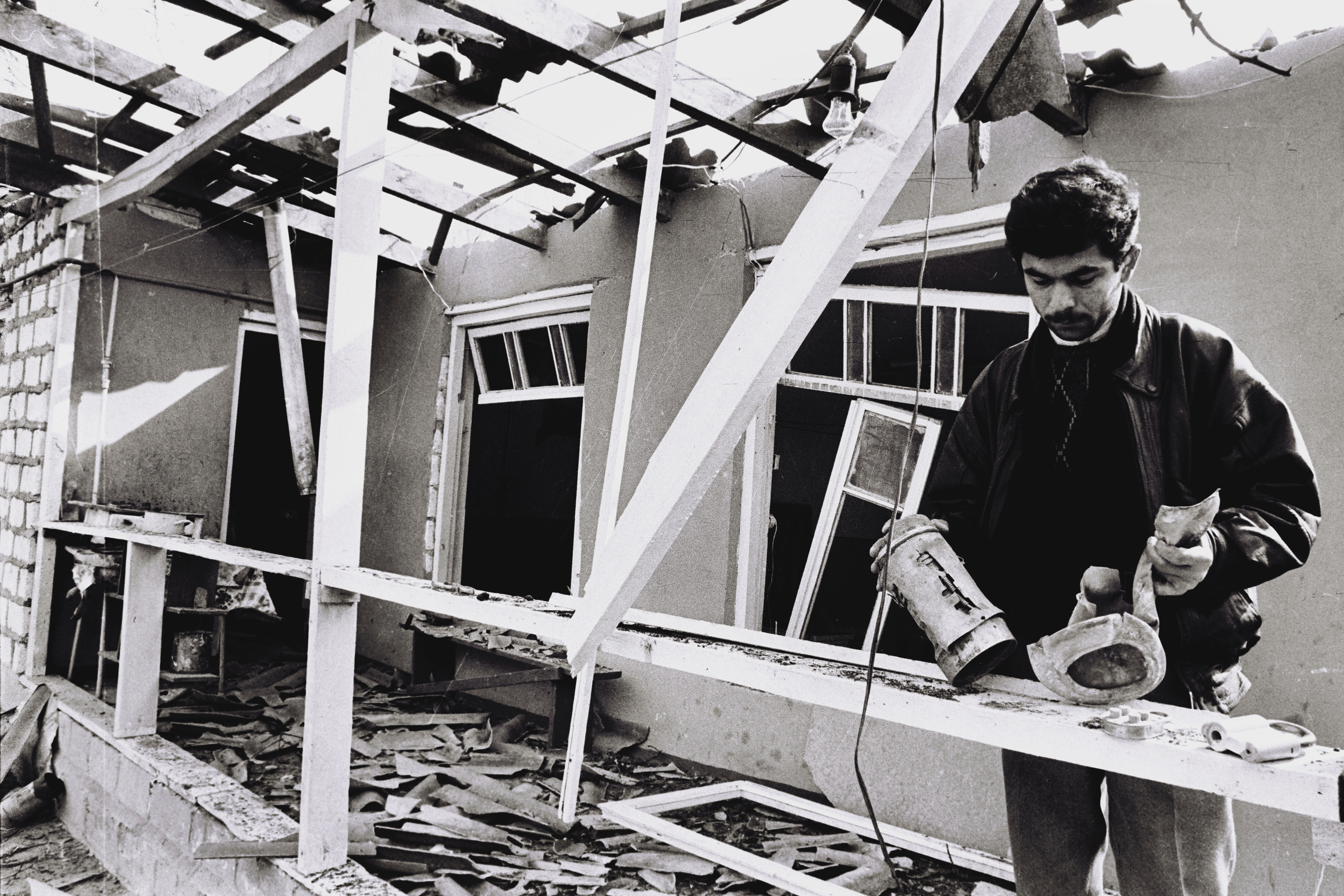
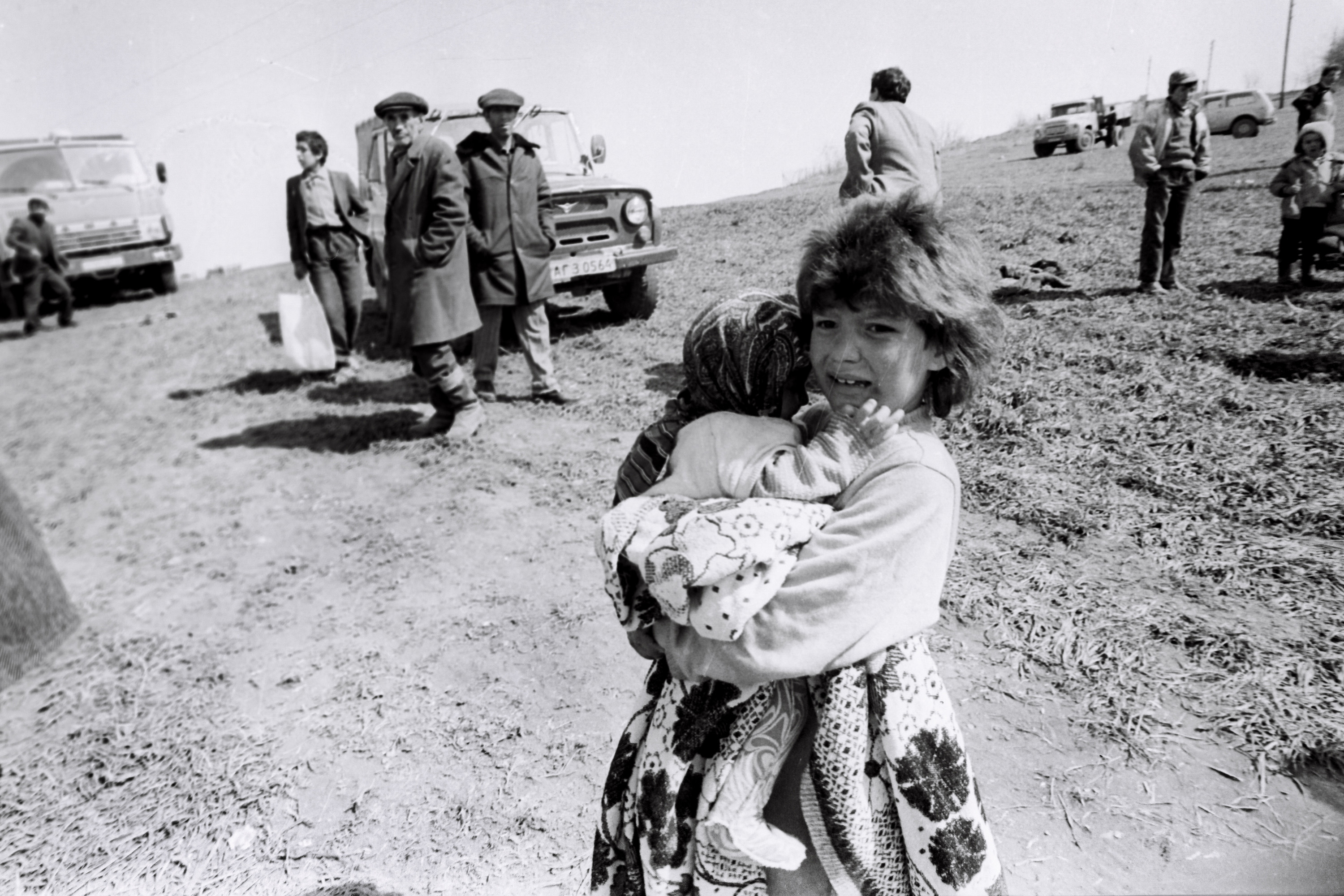
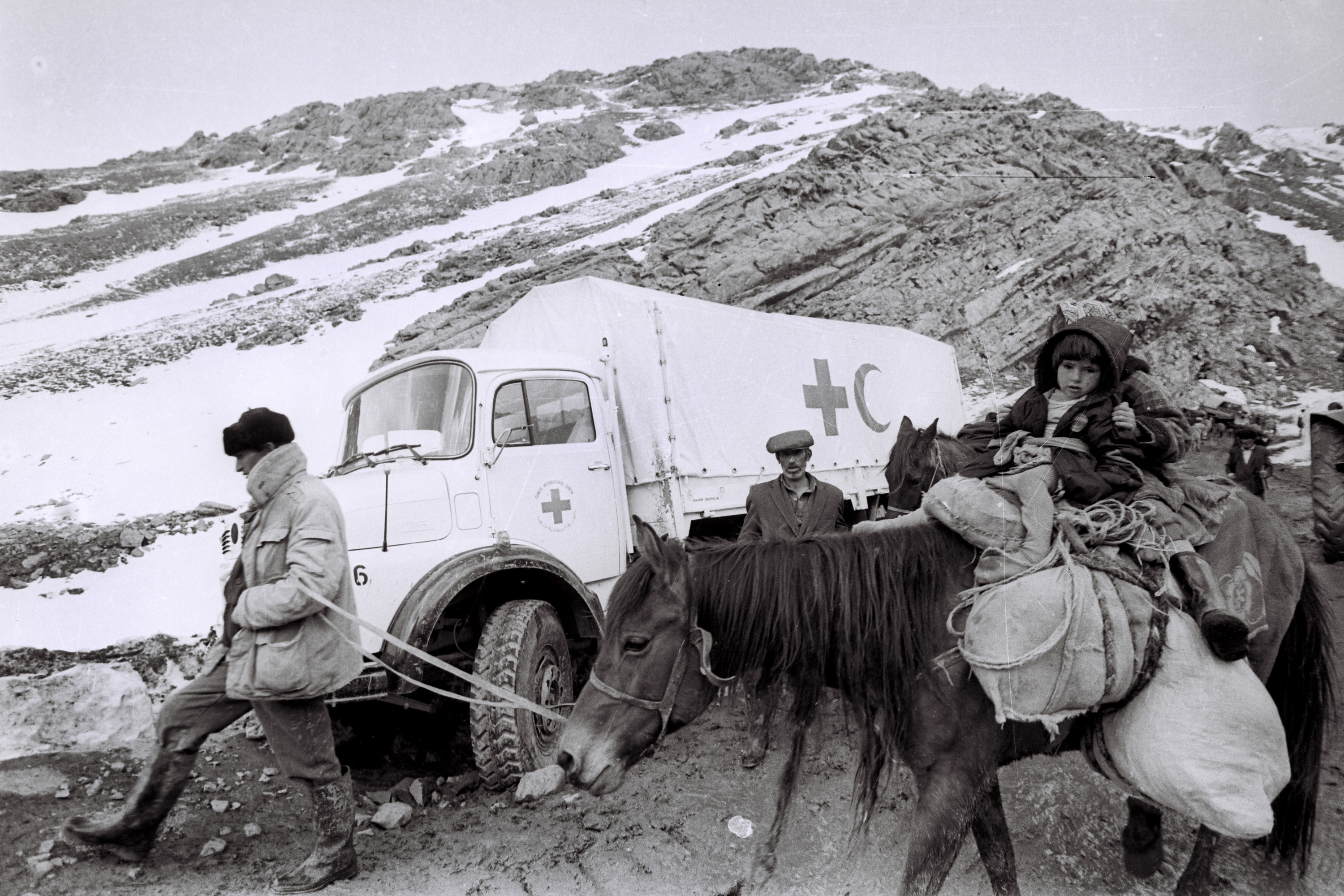
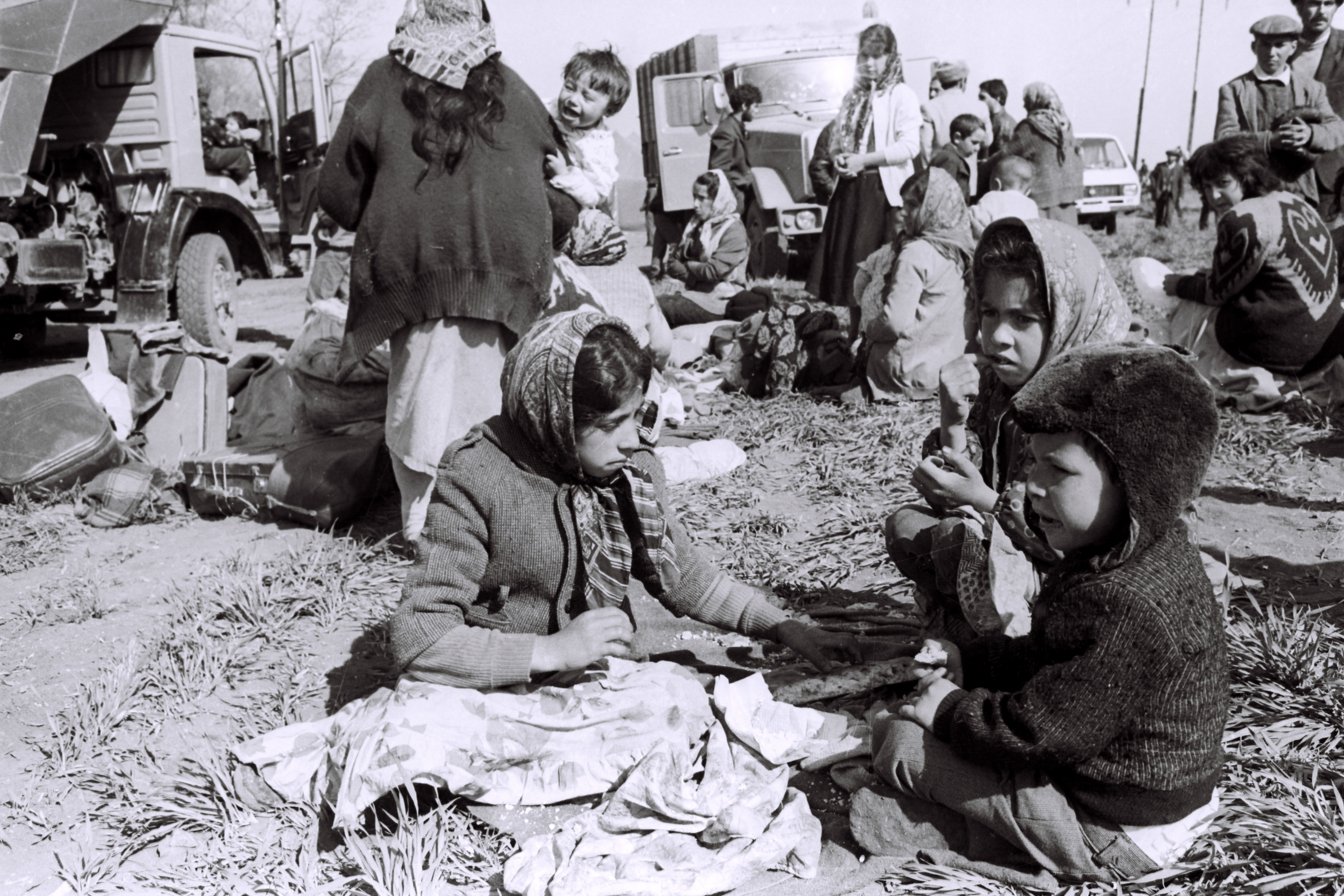
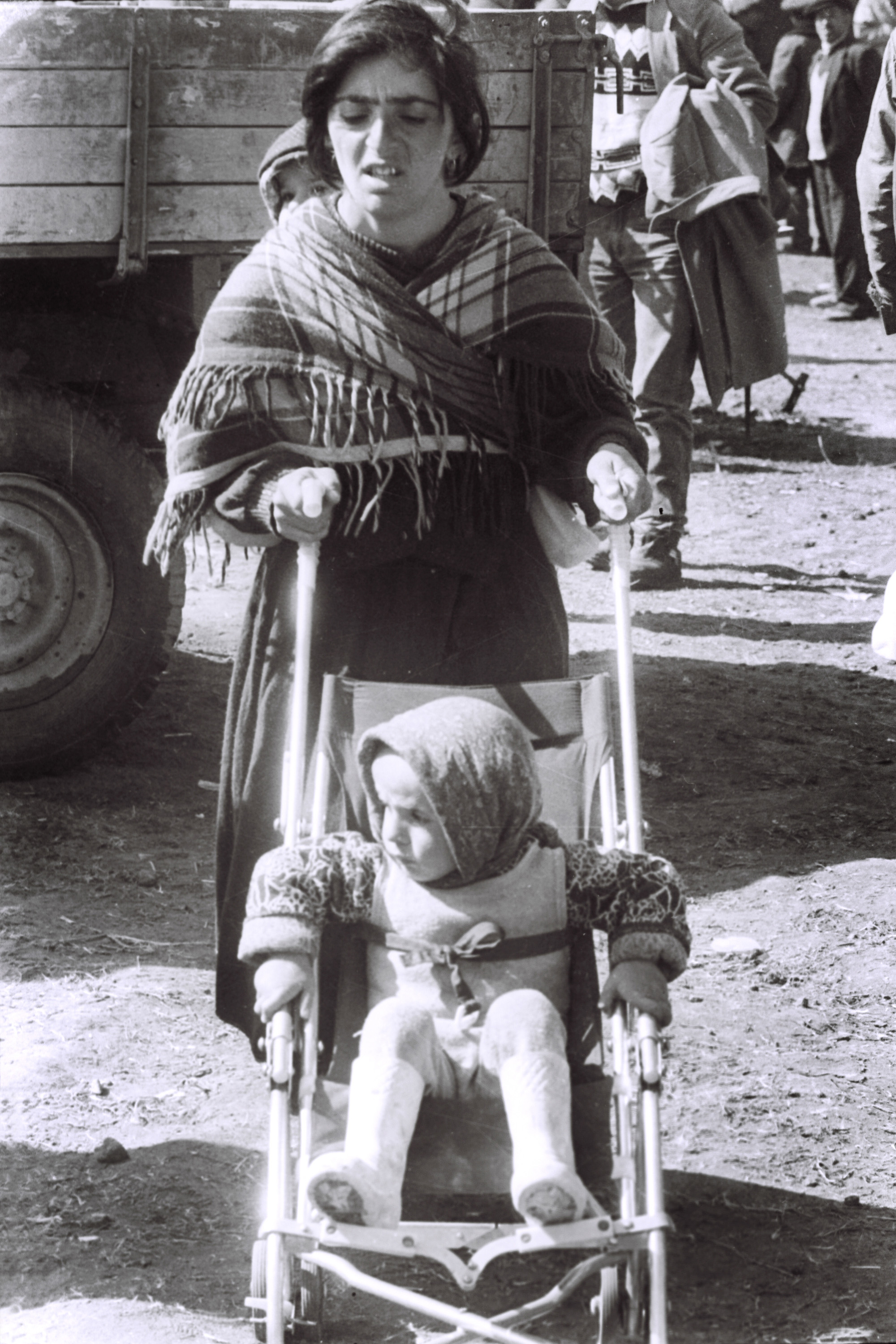
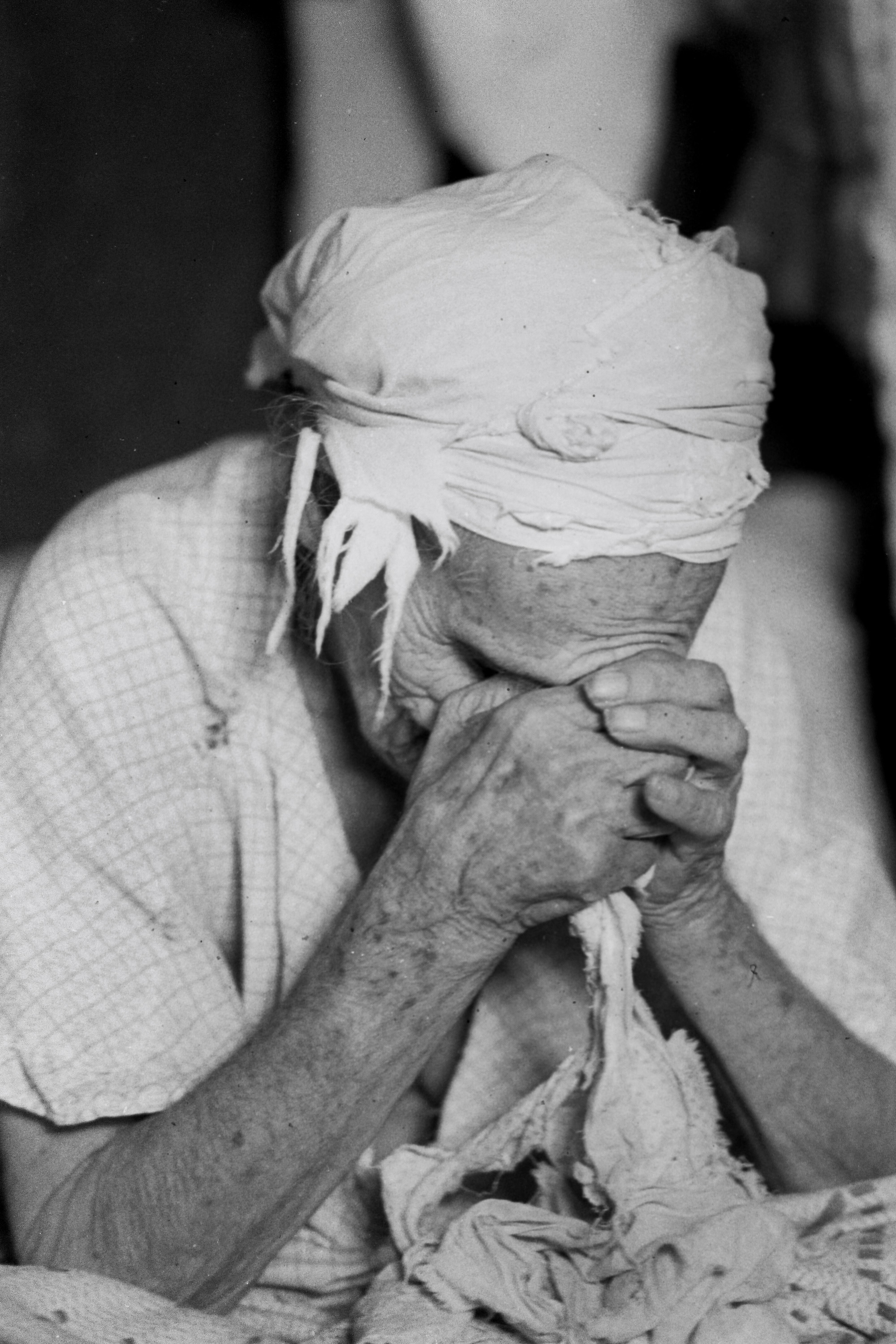
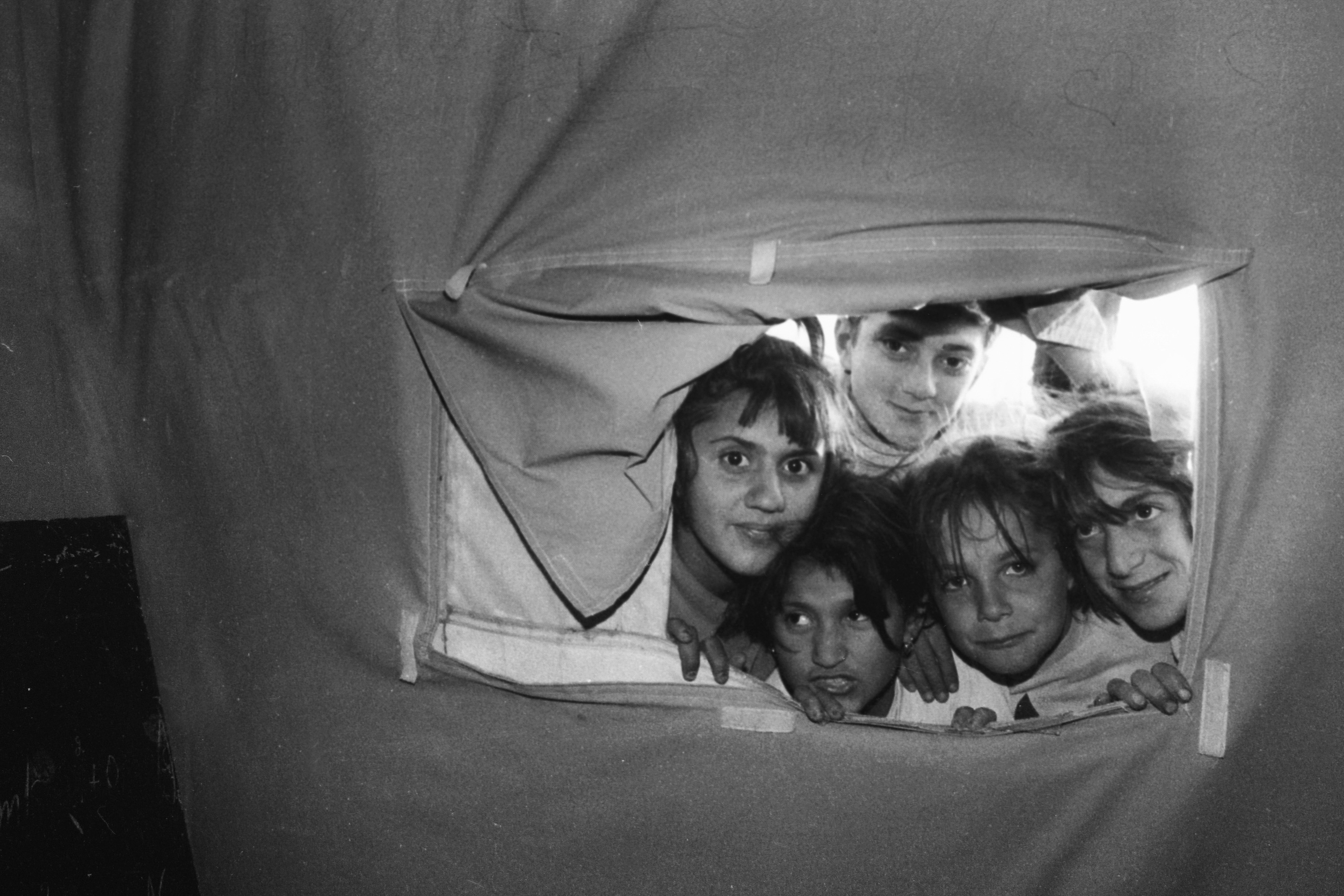
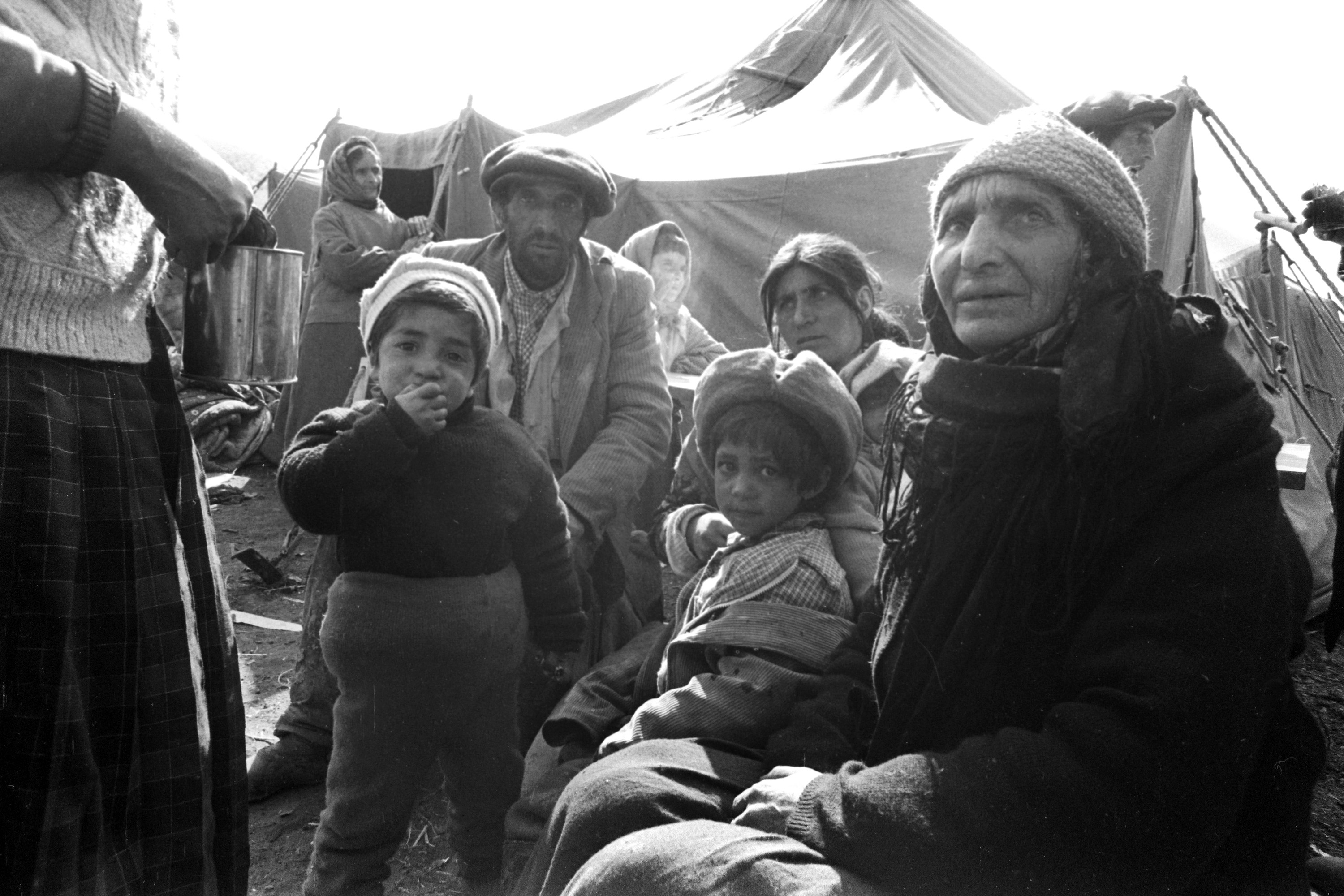
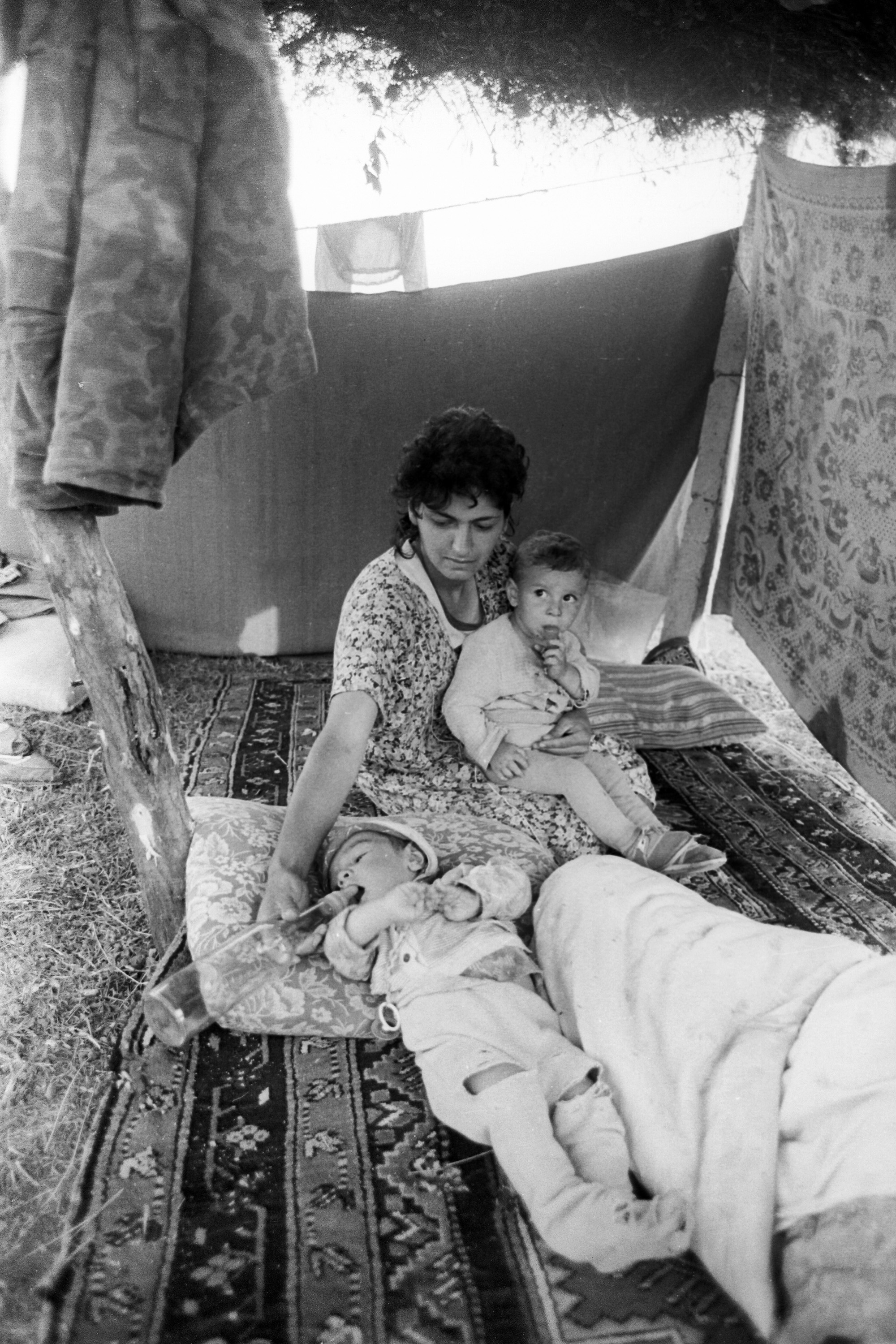
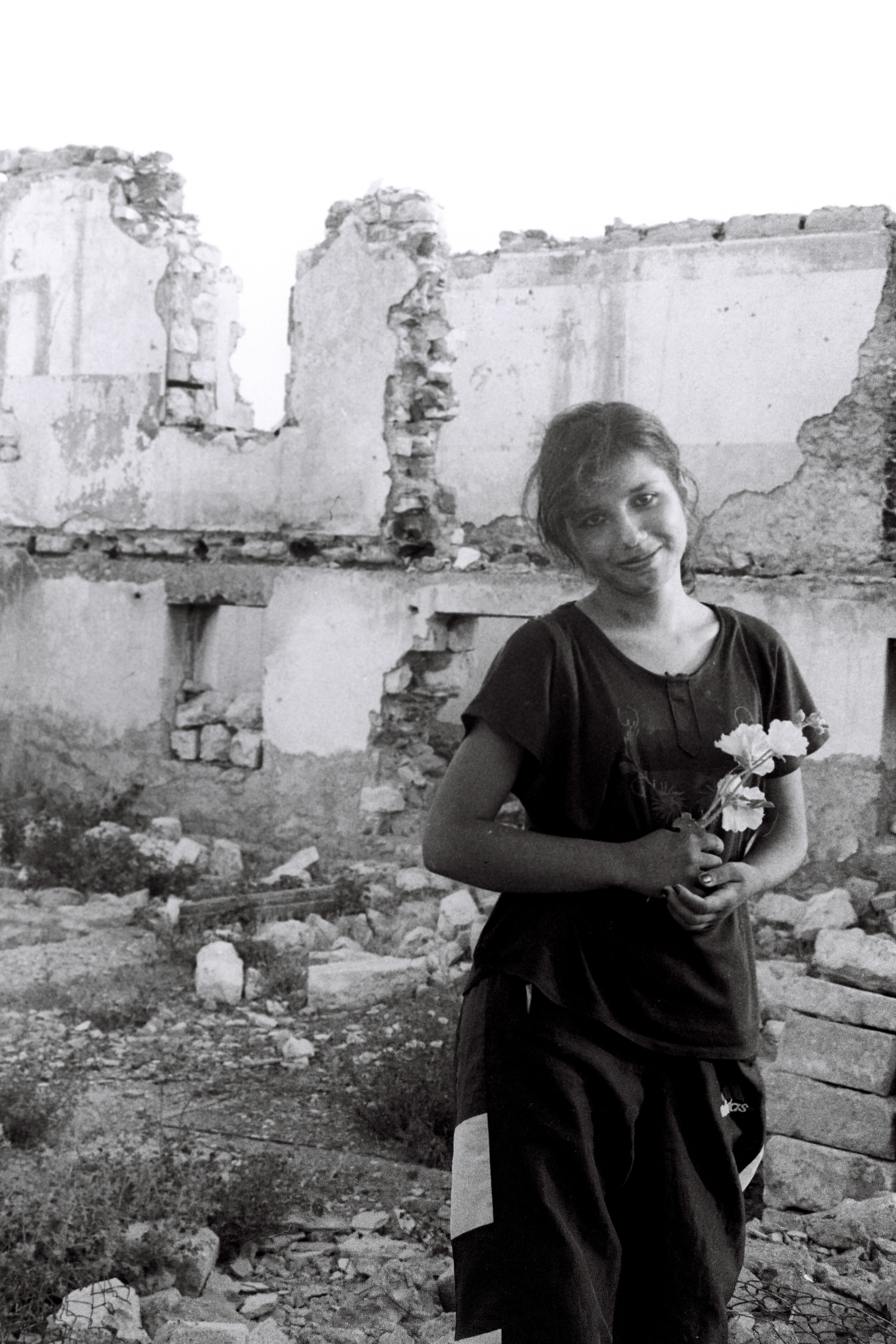
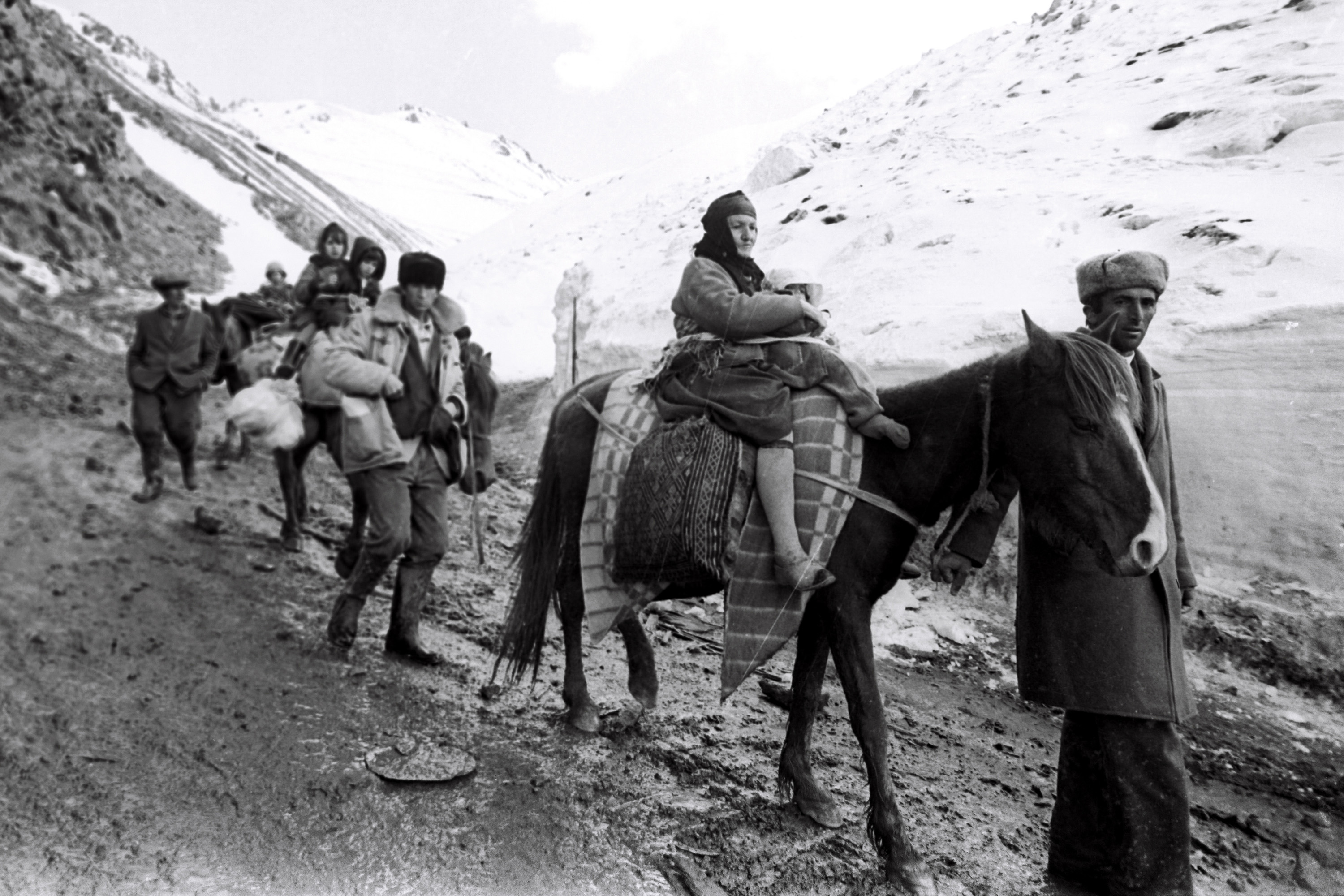
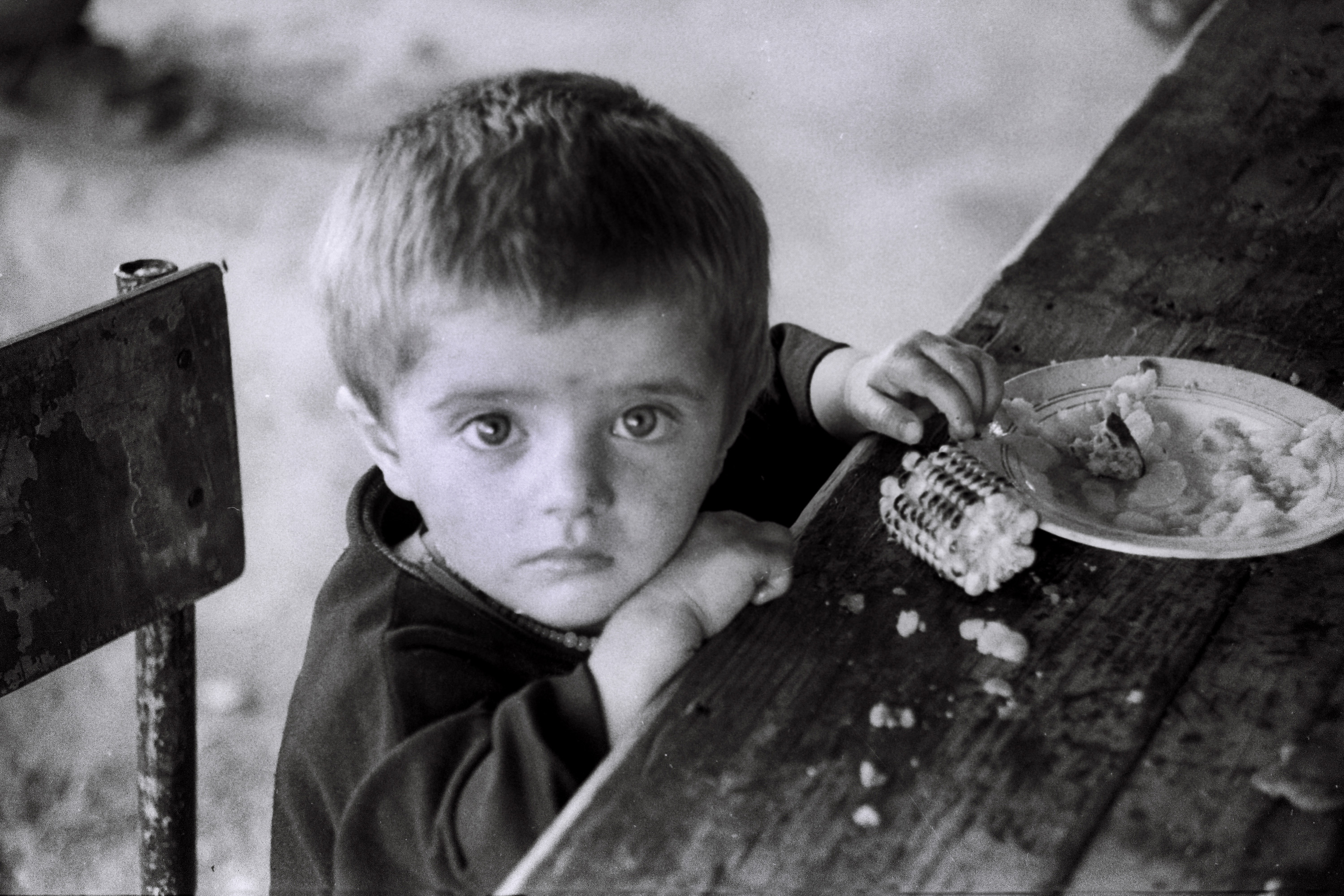
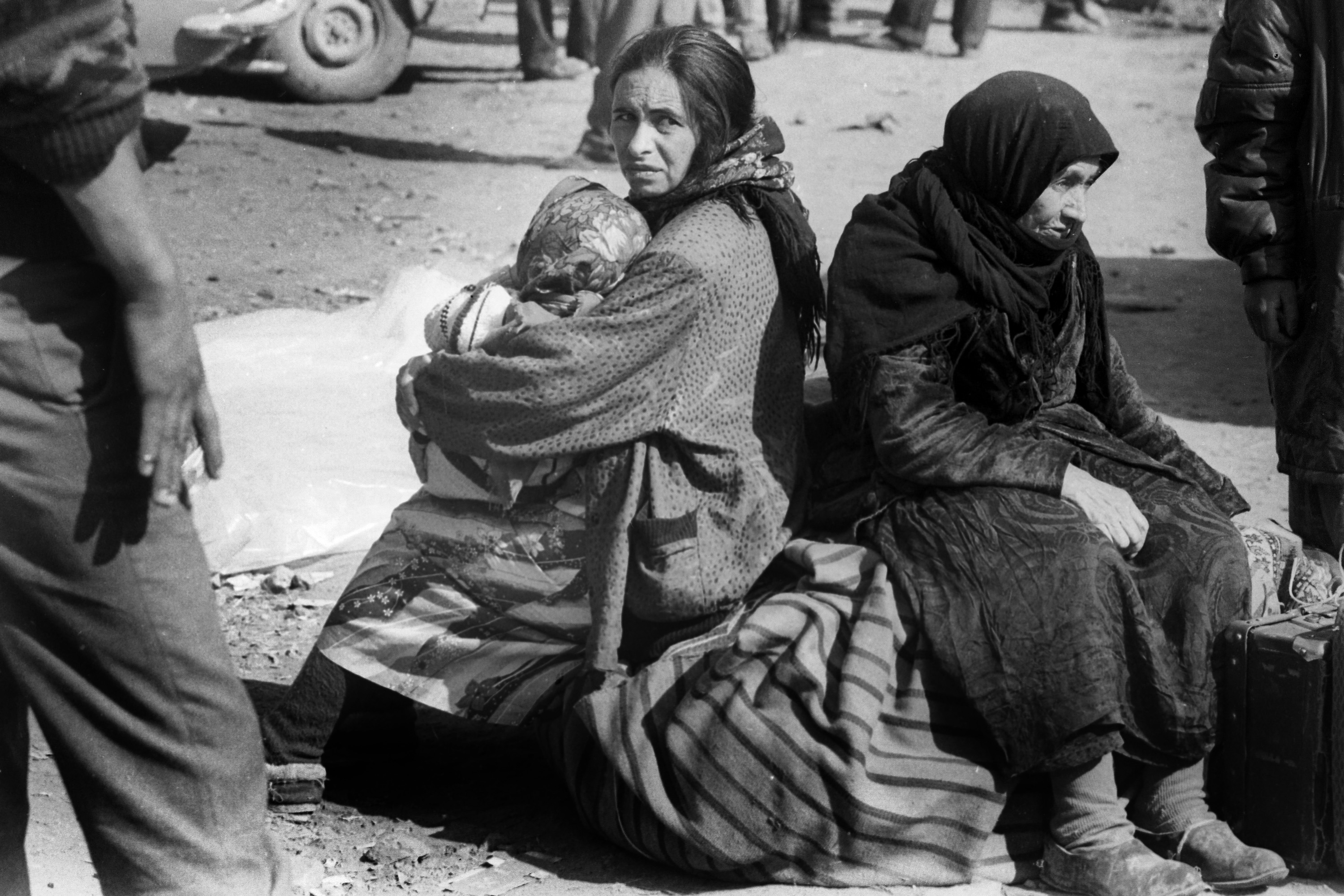

### Beneficios para los refugiados en Azerbaiyán
- Garantía de vivienda temporal
- Garantía de empleo
- Seguridad social
- Asistencia médica
- Derecho a la educación
- Beneficios fiscales
- Ayuda material